# イオン益田店
イオン益田店（イオンますだてん）は、島根県益田市乙吉町にあるイオンリテール株式会社が運営・管理する総合スーパー(GMS)。

## 概要
広電ストア運営による「ひろでん益田店」が前身である。同店舗はショッピングセンター「サンプラザマルシン」の核テナントであった。
その後、ひろでん益田店とサンプラザマルシンは閉店。建物解体後、1996年に「益田サティ」として現店舗が新築開業した。2011年3月1日より運営会社の株式会社マイカルがイオンリテール株式会社に吸収合併され、店舗名もジャスコとサティはイオンに統一したため、当店も「イオン益田店」に変更され現在に至る。

## 沿革
- 1975年（昭和50年）11月29日 - 「ひろでん益田店」として開店。
- 時期不明 - ひろでん益田店が閉店。
- 1996年（平成8年） - ひろでん跡地にマイカル運営の「益田サティ」として開店。
- 2011年（平成23年）3月1日 - GMS事業の再編に伴い、マイカルはイオンリテールに吸収合併。屋号が「イオン益田店」へ変更。
- 2020年（令和2年）4月1日 - 本店を含む全国のイオン直営売場での無料レジ袋配布終了[2]。

## フロアとテナント

### フロア概要
核店舗のイオン益田店と約10の専門店で構成される。
| 階  | フロア概要         |
| --- | ------------------ |
| 2階 | 直営売場・専門店街 |
| 1階 | 直営売場・専門店街 |

### 主なテナント
1階
- 米乃家（麺類）
- ベーカーシェフ（ベーカリー）
- ホワイトクリーニング（クリーニング）
- チャンスセンター（宝くじ）

2階
- セリア（100円ショップ）
- ザ・シティー（書籍）

※テナント情報は2022年5月時点
出店テナント全店の一覧詳細情報は公式サイト「専門店」「フロアガイド」を、営業時間およびATMを設置している金融機関の詳細は公式サイト「営業時間」を参照。

## アクセス

### 鉄道
- 益田駅（JR西日本：山陰本線・山口線）から徒歩で約16分。

### 自動車
- 山陰自動車道 - 久城IC/高津IC/遠田ICより約5分。
- 山陰自動車道 - 萩・石見空港ICより約11分。

### 駐車場
当施設の駐車場は、321台利用可能である。
| 施設駐車場    | 駐車台数 | 駐車可能時間 | 備考               |
| ------------- | -------- | ------------ | ------------------ |
| 第1平面駐車場 | 144      | 8:00 - 21:50 |                    |
| 第2平面駐車場 | 60       | 8:00 - 21:50 |                    |
| 第3平面駐車場 | 63       | 8:00 - 21:50 |                    |
| 第4平面駐車場 | 54       | 8:00 - 21:35 | 軽自動車のみ利用可 |

## 周辺
- 益田赤十字病院